# Carton jaune (roman)
Pour les articles homonymes, voir Carton jaune (homonymie).

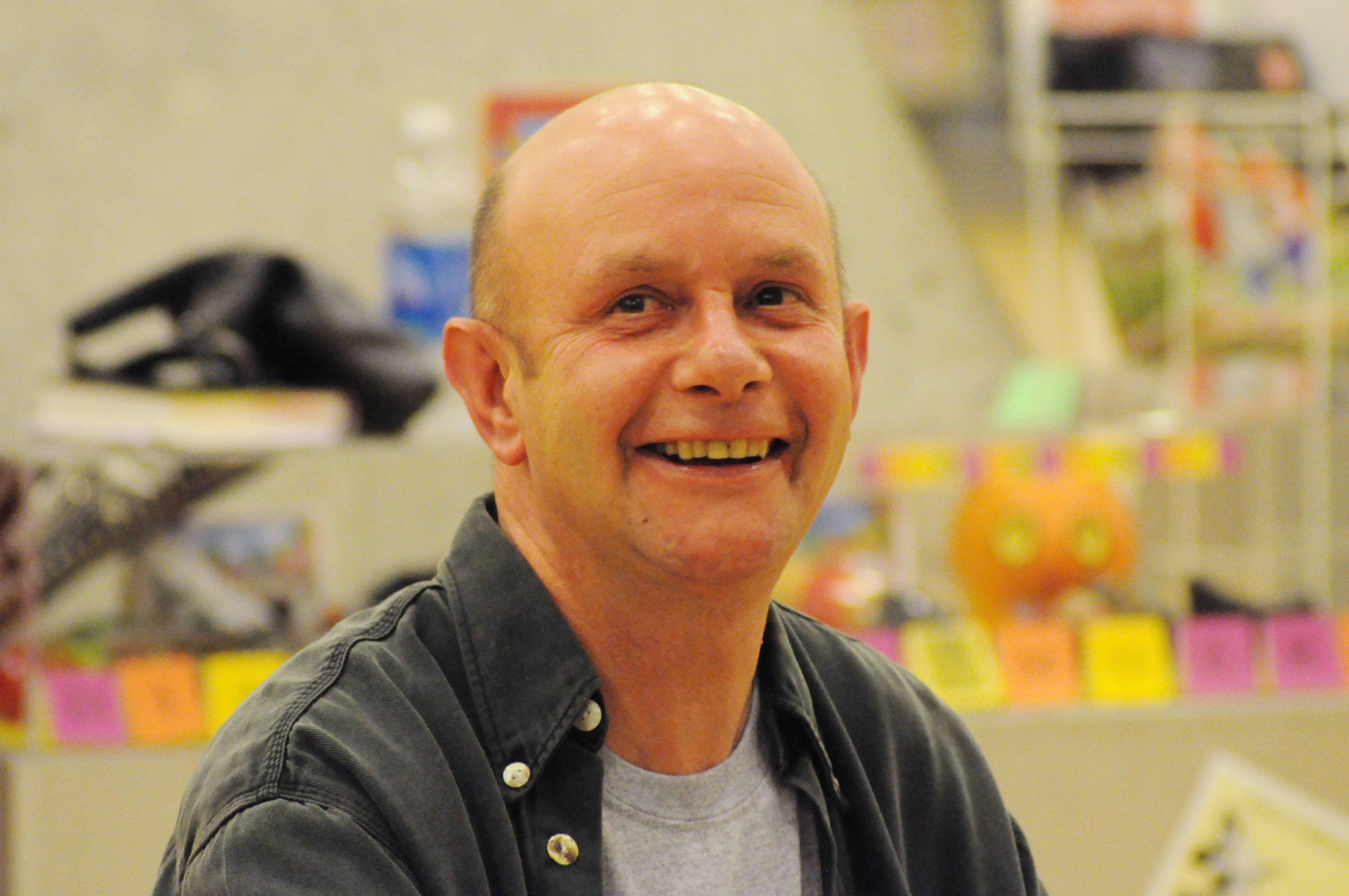
Nick Hornby.

Carton jaune (titre original : Fever Pitch) est un roman britannique de Nick Hornby publié en 1992.

## Résumé
L'histoire raconte la vie d'un supporter du club de football d'Arsenal. Le roman est largement autobiographique.

## Récompense
William Hill Sports Book of the Year, 1992

## Adaptations
Le roman a fait l'objet de deux adaptations cinématographiques : Carton jaune de David Evans en 1997 et Terrain d'entente des Frères Farrelly en 2005.